# Costanza d'Inghilterra
Costanza di Normandia o d'Inghilterra (in francese Constance de Normandie; 1061 circa – Redon, 13 agosto 1090) fu duchessa consorte di Bretagna, contessa consorte di Cornovaglia e Contessa consorte di Rennes.

## Origine
Sia secondo il monaco e cronista normanno Guglielmo di Jumièges, autore della sua Historiæ Normannorum Scriptores Antiqui, che secondo il cronista e monaco benedettino dell'abbazia di Malmesbury, nel Wiltshire (Wessex), Guglielmo di Malmesbury e il monaco e cronista inglese, Orderico Vitale, ed ancora il cronista e monaco benedettino inglese, Matteo di Parigi, era figlia del duca di Normandia e re d'Inghilterra, Guglielmo il Conquistatore, e di Matilde delle Fiandre (1032 - 1083), che, secondo la Genealogica Comitum Flandriæ Bertiniana, era figlia di Baldovino V, conte delle Fiandre, e della sorella del re di Francia, Enrico I, Adele di Francia, che secondo la Genealogiæ Scriptoris Fusniacensis era figlia del re di Francia, Roberto II, detto il Pio. 
Guglielmo il Conquistatore, sempre secondo Guglielmo di Jumièges, era l'unico figlio (illegittimo) del sesto signore della Normandia, il quarto ad ottenere formalmente il titolo di Duca di Normandia, Roberto I il Magnifico e della sua concubina(un'unione secondo il more danico o uso vichingo, quindi pagano) Herleva di Falaise detta anche Arletta (1010 circa –1050 circa), di umili origini, che, secondo Guglielmo di Jumièges, era la figlia di Fulberto o Herberto, un cameriere del duca (Herleva Fulberti cubicularii ducis filia) e della moglie Duda o Duwa, come ci conferma la Chronica Albrici Monachi Trium Fontium.
 Suoi fratelli furono i re d'Inghilterra, Guglielmo il Rosso e Enrico Beauclerc e il duca di Normandia, Roberto il Corto o il Cortacoscia.

## Biografia
Tutti i cronisti dell'epoca indicano Costanza come secondogenita, sia Guglielmo di Jumièges, sia Matteo di Parigi ed anche Guglielmo di Malmesbury, Orderico Vitale, cita ancora Costanza, come secondogenita, nel libro IV del II volume, mentre, nel libro VII del III volume, la cita come terzogenita.
Il giorno di Natale del 1066, suo padre, Guglielmo I, venne incoronato re d'Inghilterra, nella cattedrale di Westminster, a Londra.
Dopo che Alano Fergent, secondo il Ex Chronico Britannico dopo la morte di suo padre, Hoel II, il 15 aprile 1084, era divenutol Conte di Cornovaglia, conte di Rennes e duca di Bretagna, seguì un periodo conflittuale, con scontri armati tra ducato di Normandia e ducato di Bretagna, il padre di Costanza, Guglielmo, e Alano vennero a patti a Caen, dove fu deciso il matrimonio tra Costanza e Alano IV.
Così Costanza, secondo Orderico Vitale, a Bayeux, sposò il Conte di Cornovaglia, conte di Rennes e duca di Bretagna, Alano IV Fergent, che, secondo il  Ex Chronico Briocensi, era il figlio primogenito del Conte di Cornovaglia, conte di Nantes, poi anche conte di Rennes e duca di Bretagna, Hoel II e della moglie (come ci conferma ancora il  Ex Chronico Briocensi), la duchessa di Bretagna e contessa di Rennes, Havoise, che, secondo la Genealogiae comes Flandriae era figlia del conte di Rennes e duca di Bretagna, Alano III e della moglie (come ci conferma la Ex Chronicon Kemperlegiense, Bertha di Blois.
L'anno del matrimonio è compreso tra 1086 ed il 1088: infatti, per il Ex Chronico Ruyensis Cœnobii, fu celebrato nel 1086, per il Ex Chronico Kemperlegiensis, fu celebrato nel 1087 e per il Ex Chronico Britannico Altero, fu celebrato nel 1088.
Il matrimonio di Costanza con Alano viene confermato sia da Matteo di Parigi, che da Guglielmo di Jumièges e anche da Guglielmo di Malmesbury,
Il 31 luglio 1089, Costanza assieme al marito Alano, secondo il Recueil d'actes inédits des ducs et princes de Bretagne (XIe, XIIe, XIIIe siècles), fecero una donazione.
Secondo Orderico Vitale, Costanza nei pochi anni che fu duchessa di Bretagna fece tutto quanto in suo potere per promuovere il benessere dei suoi sudditi, e quando morì i suoi sudditi Bretoni furono profondamente addolorati, mentre secondo Guglielmo di Malmesbury il suo rigore nell'amministrare la giustizia eccitò talmente i suoi sudditi (i Bretoni), che fu avvelenata,
Costanza morì nel 1090, come ci viene riportato nel Ex Chronico Britannico Altero e dal Cartulaire de l´abbaye de Sainte-Croix de Quimperlé
.
Rimasto vedovo, Alano, dopo alcuni anni (nel 1095), come risulta dal Chronica Albrici Monachi Trium Fontium (non la nomina la moglie, ma la cita come contessa di Rennes), si risposò con Ermengarda d'Angiò.

## Figli
Costanza morì dopo pochi anni di matrimonio, senza aver generato alcun figlio ad Alano IV.

## Ascendenza
|                           |                        |                       | Genitori                    |  |  | Nonni |  |  | Bisnonni                 |  |  | Trisnonni               |  |
|                           |                        |                       |                             |  |  |       |  |  | Riccardo II di Normandia |  |  | Riccardo I di Normandia |  |
|                           |                        |                       |                             |  |  |       |  |  | Riccardo II di Normandia |  |  | Riccardo I di Normandia |  |
|                           |                        | Gunnora di Normandia  |                             |  |  |       |  |  | Riccardo II di Normandia |  |  |                         |  |
| Roberto I di Normandia    |                        |                       |                             |  |  |       |  |  | Riccardo II di Normandia |  |  |                         |  |
|                           |                        | Giuditta di Bretagna  | Conan I di Bretagna         |  |  |       |  |  |                          |  |  |                         |  |
|                           |                        | Giuditta di Bretagna  | Conan I di Bretagna         |  |  |       |  |  |                          |  |  |                         |  |
|                           |                        | Giuditta di Bretagna  | Ermengarde-Gerberga d'Angiò |  |  |       |  |  |                          |  |  |                         |  |
| Guglielmo I d'Inghilterra |                        | Giuditta di Bretagna  |                             |  |  |       |  |  |                          |  |  |                         |  |
|                           |                        | Fulbert di Falaise    | …                           |  |  |       |  |  |                          |  |  |                         |  |
|                           |                        | Fulbert di Falaise    | …                           |  |  |       |  |  |                          |  |  |                         |  |
|                           |                        | Fulbert di Falaise    | …                           |  |  |       |  |  |                          |  |  |                         |  |
| Herleva                   |                        | Fulbert di Falaise    |                             |  |  |       |  |  |                          |  |  |                         |  |
|                           |                        | Duda                  | …                           |  |  |       |  |  |                          |  |  |                         |  |
|                           |                        | Duda                  | …                           |  |  |       |  |  |                          |  |  |                         |  |
|                           |                        | Duda                  | …                           |  |  |       |  |  |                          |  |  |                         |  |
| Costanza d'Inghilterra    |                        | Duda                  |                             |  |  |       |  |  |                          |  |  |                         |  |
|                           | Baldovino V di Fiandra | Arnolfo II di Fiandra |                             |  |  |       |  |  |                          |  |  |                         |  |
|                           | Baldovino V di Fiandra | Arnolfo II di Fiandra |                             |  |  |       |  |  |                          |  |  |                         |  |
|                           | Baldovino V di Fiandra | Rozala d'Ivrea        |                             |  |  |       |  |  |                          |  |  |                         |  |
| Baldovino V di Fiandra    | Baldovino V di Fiandra |                       |                             |  |  |       |  |  |                          |  |  |                         |  |
|                           |                        | Ogiva di Lussemburgo  | Federico di Lussemburgo     |  |  |       |  |  |                          |  |  |                         |  |
|                           |                        | Ogiva di Lussemburgo  | Federico di Lussemburgo     |  |  |       |  |  |                          |  |  |                         |  |
|                           |                        | Ogiva di Lussemburgo  | Ermentrude (?)              |  |  |       |  |  |                          |  |  |                         |  |
| Matilde delle Fiandre     |                        | Ogiva di Lussemburgo  |                             |  |  |       |  |  |                          |  |  |                         |  |
|                           |                        | Roberto II di Francia | Ugo Capeto                  |  |  |       |  |  |                          |  |  |                         |  |
|                           |                        | Roberto II di Francia | Ugo Capeto                  |  |  |       |  |  |                          |  |  |                         |  |
|                           |                        | Roberto II di Francia | Adelaide d'Aquitania        |  |  |       |  |  |                          |  |  |                         |  |
| Adele di Francia          |                        | Roberto II di Francia |                             |  |  |       |  |  |                          |  |  |                         |  |
|                           |                        | Costanza d'Arles      | Guglielmo I di Provenza     |  |  |       |  |  |                          |  |  |                         |  |
|                           |                        | Costanza d'Arles      | Guglielmo I di Provenza     |  |  |       |  |  |                          |  |  |                         |  |
|                           |                        | Costanza d'Arles      | Adelaide d'Angiò            |  |  |       |  |  |                          |  |  |                         |  |
|                           |                        | Costanza d'Arles      |                             |  |  |       |  |  |                          |  |  |                         |  |

### Fonti primarie
- (LA)  Matthæi Parisiensis, monachi Sancti Albani, Chronica majora, vol I.
- (LA)  Matthæi Parisiensis, monachi Sancti Albani, Chronica majora, vol II.
- (LA)  Recueil d'actes inédits des ducs et princes de Bretagne (XIe, XIIe, XIIIe siècles) di Arthur Le Moyne de La Borderie.
- (LA)  Monumenta Germaniae Historica, Scriptores, tomus IX.
- (LA)  Monumenta Germaniae Historica, Scriptores, tomus XIII.
- (LA)  Monumenta Germaniae Historica, Scriptores, tomus XXIII.
- (LA)  Rerum Gallicarum et Francicarum Scriptores, tomus XII.
- (LA)  Ordericus Vitalis,  Historia Ecclesiastica, vol. II.
- (LA)  ORDERICI VITALIS, ECCLESIASTICtE historije, LIBRI TREDECIM., TOMUS III.
- (LA)  Ordericus Vitalis, Historia Ecclesiastica, vol. unicum.
- (LA)  Cartulaire de l´abbaye de Sainte-Croix de Quimperlé.
- (LA)  Stephani Baluzii Miscellaneorum, Liber I.
- (LA)  Historiæ Normannorum Scriptores Antiqui.

### Letteratura storiografica
- Louis Halphen, "La Francia dell'XI secolo", cap. XXIV, vol. II (L'espansione islamica e la nascita dell'Europa feudale) della Storia del Mondo Medievale, 1999, pp. 770–806.